# Lilia d’Albore

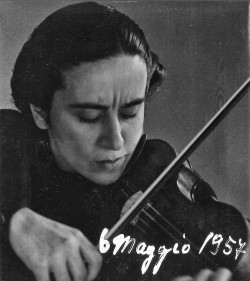
Lilia D'Albore im Mai 1957

Lilia d’Albore, eigentlich Emilia d’Albore (* 4. Januar 1914 in Santa Maria Capua Vetere; † 21. August 1988 in Grottaferrata), war eine italienische Violinistin.

## Leben und Werk
Seit 1922 erhielt Lilia d’Albore Geigenunterricht in Rom. Nach dem Studium der Geige bei Gioacchino Micheli und der Bratsche bei Aldo Perini  absolvierte sie 1929 das Rossinini-Konservatorium in Pesaro mit Auszeichnung. Anschließend absolvierte sie drei Jahre lang Vertiefungsstudien bei Carl Flesch in Berlin und Baden-Baden.
Seit ihrem Konzertdebüt 1931 in der Römischen Philharmonie reiste sie als Solistin durch ganz Europa. Sie arbeitete mit bedeutenden europäischen Orchestern und mit Dirigenten wie Hermann Abendroth, Ataúlfo Argenta, Pietro Argento, Alfredo Casella, Oliviero De Fabritiis, Wilhelm Furtwängler, Carlo Maria Giulini, Bruno Maderna, Fernando Previtali und Carl Schuricht zusammen.
Seit 1941 war sie Professorin für Geige am Konservatorium San Pietro a Majella in Neapel. 1943 wurde sie zur Professorin an der Accademia di Santa Cecilia in Rom ernannt. Sie war Mitglied des Solisten-Ensembles „Antonio Vivaldi“ und Eigentümerin des Musikverlages „Elle“ in Rom. Seit 1960 war sie Konzertmeisterin des von ihr gegründeten Ensembles Complesso Vivaldi di Roma. Von 1960 bis 1966 war sie Mitglied des Trio di Roma. Sie spielte auf einer Geige von Alessandro Gagliano.

## Darstellung Lilia d’Albores in der bildenden Kunst
- Oswald Petersen: Bildnis Lilia d’Albore (Tafelbild, Öl; um 1942)[3]